# Atticora fasciata
Az Atticora fasciata a verébalakúak (Passeriformes) rendjébe, ezen belül a fecskefélék (Hirundinidae) családjába tartozó faj.

## Rendszerezése
A fajt Johann Friedrich Gmelin német természettudós írta le 1789-ben, a Hirundo nembe Hirundo fasciata néven.

## Előfordulása
Dél-Amerikában, Bolívia, Brazília, Ecuador, Francia Guyana, Guyana, Kolumbia, Peru, Suriname és Venezuela területén honos. Természetes élőhelyei a szubtrópusi vagy trópusi síkvidéki esőerdők, folyók és patakok környékén. Állandó, nem vonuló faj.

## Megjelenése
Testhossza 15 centiméter, testtömege 12–16 gramm. Tollazata kékesfekete, kivéve mellén egy széles fehér csíkot.
|  |

## Életmódja
Rovarokkal táplálkozik.

## Természetvédelmi helyzete
Az elterjedési területe rendkívül nagy, egyedszáma viszont csökken, de még nem éri el a kritikus szintet. A Természetvédelmi Világszövetség Vörös listáján nem fenyegetett fajként szerepel.